# Média quadrática
A raiz quadrada da média aritmética de uma quantidade finita de valores quadráticos é chamada média quadrática.
{\displaystyle x_{q}={\sqrt {\frac {x_{1}^{2}+x_{2}^{2}+\ldots +x_{n}^{2}}{n}}}\,}

## Exemplo
Média quadrática do conjunto  {\displaystyle \left\{2,3,4,5\right\}\,} é dada por:
{\displaystyle x_{q}={\sqrt {\frac {2^{2}+3^{2}+4^{2}+5^{2}}{4}}}\,}
{\displaystyle x_{q}={\sqrt {\frac {4+9+16+25}{4}}}\,}
{\displaystyle x_{q}={\sqrt {\frac {54}{4}}}\simeq 3,67\,}

Uma Aplicação que podemos utilizar a média é na leitura de Tensão RMS.